# Шалена п'ятниця (фільм, 1976)
Шале́на п'я́тниця (англ. Freaky Friday) — комедійний фільм 1976 року за сценарієм Мері Роджерс на основі її власного роману «Шалена п'ятниця».

## Синопсис
Еллен Ендрюс та її дочка Аннабель міняються тілом. Причина зміни залишилася нез’ясованою, але вона сталася у п’ятницю 13-го, коли Еллен і Аннабель у різних місцях одночасно сказали одна про одну: «Я б хотіла помінятися з нею місцями хоча б на один день». В іншому тілі вони відчувають смак життя одна одної.

## У ролях
| Актор          | Роль               |
| -------------- | ------------------ |
| Барбара Гарріс | Еллен Ендрюс       |
| Джоді Фостер   | Аннабель           |
| Петсі Келлі    | Пані Шмаус         |
| Дік Ван Паттен | Гарольд Дженнінгс  |
| Джон Естін     | Містер Білл Ендрюс |

## Критика
Фільм отримав схвальні відгуки. На Rotten Tomatoes фільм отримав оцінку 71% на основі 24 відгуків від критиків і 57% від більш ніж 50 000 глядачів.

## Нагороди
- Барбара Гарріс за роль Еллен Ендрюс і Джоді Фостер за роль Аннабель були номіновані на Премію «Золотий глобус» за найкращу жіночу роль — комедія або мюзикл.
- Аль Каша та Джоель Гіршхорн, автори пісні «"I'd Like to Be You for a Day"», були номіновані на Премію «Золотий глобус» за найкращу пісню до фільму.

## Цікаві факти
«Шалена п'ятниця» мала три різні рімейки, усі створені компанією Walt Disney — телевізійний фільм 1995 року з Шеллі Лонг і Гебі Гоффманн у головних ролях; кінофільм 2003 року з Джеймі Лі Кертіс і Ліндсі Лохан у головних ролях та телемюзикл 2018 року з Козі Зулсдорф і Гайді Блікенстафф у головних ролях.